# Sant Roc de Sant Julià de Vilatorta
Sant Roc de Sant Julià de Vilatorta és una obra del municipi de Sant Julià de Vilatorta (Osona) inclosa en l'Inventari del Patrimoni Arquitectònic de Catalunya.

## Descripció
Es tracta d'un edifici religiós.
És una ermita de planta rectangular, sense absis i amb una capella lateral a la part esquerra. La façana és orientada a migdia, està coronada per un campanar d'espadanya datat (1857). Té també un òcul i una portalada d'arc rebaixat, datada l'any 1783. La teulada és a dues vessants al cos central i a una sola a la capella.
El materials constructius són pedra sense polir, llevat els escaires i els elements ornamentals.

## Història
Lligada a la història del mas Obreda.
La tradició conta que fou erigida amb motiu d'una pesta de còlera. Anualment se celebra la festa del Sant patró a qui és advocada l'ermita.